# Herrschaft Schwarzenberg

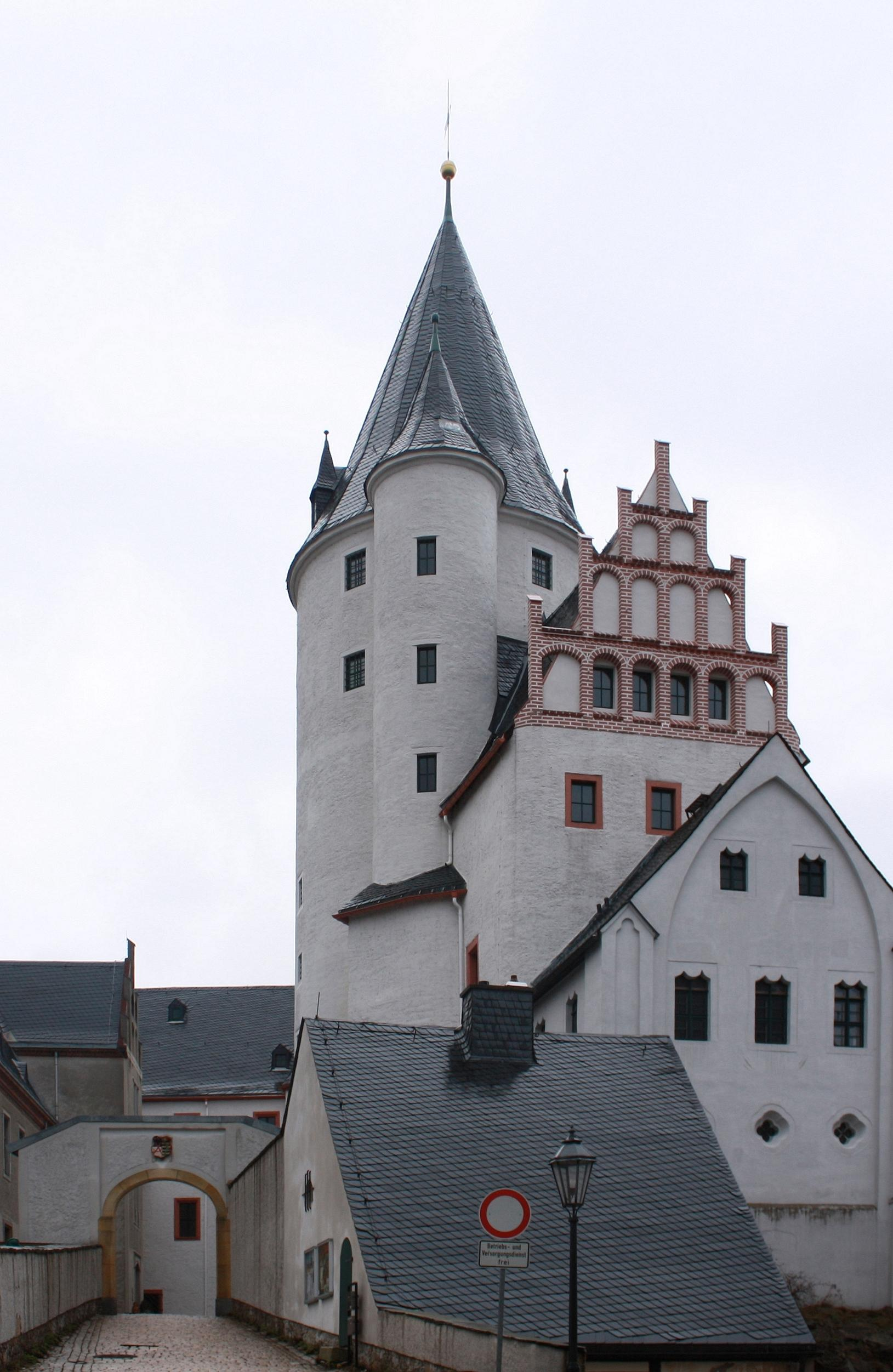
Burg Schwarzenberg: Zentrum der Herrschaft

Die Herrschaft Schwarzenberg war ein in der Mitte des 12. Jahrhunderts entstandenes Territorium im Erzgebirge. Sie wurde nach ihrem Erwerb durch Johann Friedrich den Großmütigen 1533 als kurfürstlich-sächsische Verwaltungseinheit unter der Bezeichnung Kreisamt Schwarzenberg weitergeführt, die im Laufe der Zeit erheblich territoriale Veränderungen erfuhr.

## Geografie
Die Herrschaft schloss sich an das Vogtland nach Osten an, erstreckte sich nach Süden hin in die Wälder des Westerzgebirgskammes vom Auersberg bis an den Fichtelberg und wurde von den Flüssen Schwarzwasser, Pöhlwasser bzw. Große Mittweida und im Süden durch die Wasserscheide begrenzt. Den Mittelpunkt der Herrschaft bildete die um 1200 errichtete Burg Schwarzenberg.

## Angrenzende Verwaltungseinheiten
| Herrschaft Wiesenburg Herrschaft Wildenfels | Grafschaft Hartenstein                      | Kloster Grünhain |
| Amt Plauen (Vogtland)                       | Kompassrose, die auf Nachbargemeinden zeigt |                  |
| Amt Voigtsberg (Vogtland)                   | Königreich Böhmen                           |                  |

## Geschichte
Bei der Besiedlung des Erzgebirges wurde in Schwarzenberg in der Mitte des 12. Jahrhunderts auf einem Felsmassiv am Schwarzwasser eine Burganlage errichtet. Mit der zugehörigen Herrschaft wurden im Laufe der Zeit u. a. die vogtländischen Vögte, die Burggrafen von Leisnig und die Herren von Tettau beliehen. Seit der Leipziger Teilung 1485 gehörte das Amt zur ernestinischen Linie der Wettiner. Nachdem die Gegend im 15. Jahrhundert von den Hussiten heimgesucht worden war, kam es zu Beginn des 16. Jahrhunderts zu einem Aufschwung. Der Bergbau auf Zinn und Eisen florierte, Schwarzenberg wurde 1515 Bergstadt. 1529 und 1532 wurden die zum Herrschaftsgebiet gehörenden Bergstädte Gottesgab und Platten gegründet. Nachdem der sächsische Kurfürst Johann Friedrich I. 1533 die Herrschaft Schwarzenberg für 20.700 Rheinische Gulden von den Brüdern Albrecht, Christoph und Georg  von Tettau gekauft hatte, wurde 1534 auch Eibenstock zur kurfürstlichen Bergstadt erhoben. Durch den florierenden Bergbau floss Kapital aus Nürnberg und Schneeberg nach Platten, wo, wie auch in Schwarzenberg, Eibenstock und Gottesgab, Bergreviere entstanden.

## Tettauische Amtspersonen
Als Tettauische Amtspersonen sind überliefert:
- Stephan von Brant (um 1470)
- Erhard Schopf (1489)
- Georg Brosius (1527)
- Georg Bäßler (1530)